# Helge Ekroth
August Helge „Ekis” Ekroth (ur. 26 lutego 1892 w Stallarholmen, zm. 29 listopada 1950 w Sztokholmie) – szwedzki piłkarz grający na pozycji napastnika, reprezentant kraju.

## Kariera klubowa
Podczas swojej kariery piłkarskiej Helge Ekroth występował w AIK Fotboll (z przerwą na krótki pobyt w Anglii w Leicester Fosse i Tottenhamie Hotspur). Z AIK czterokrotnie zdobył mistrzostwo Szwecji w 1911, 1914, 1916 i 1923.

## Kariera reprezentacyjna
W reprezentacji Szwecji Ekroth zadebiutował 17 września 1911 w wygranym 4-1 towarzyskim meczu z Norwegią. W meczu tym w 8 i 35 min. Ekroth zdobył bramki dla Szwecji. W 1912 po raz drugi uczestniczył w Igrzyskach Olimpijskich. Na turnieju w Sztokholmie wystąpił w meczu z Holandią. Ostatni raz w reprezentacji wystąpił 9 lipca 1922 w zremisowanym 1-1 towarzyskim spotkaniu z Węgrami. W sumie w reprezentacji wystąpił w 18 spotkaniach, w których zdobył 10 bramek.